# Maskota Svetovnih prvenstev v nogometu
Vsako Svetovno prvenstvo v nogometu od 1966 ima svojo maskoto. World Cup Willie, maskota Svetovnega prvenstva 1966 je bila prva maskota Svetovnega prvenstva v nogometu in ena prvih maskot, ki so jih povezovali z večjimi športnimi tekmovanji. Koncept maskote prikazuje nekaj tipičnih značilnosti (kostume, rastlinstvo, živalstvo, običaje, itd.) države gostiteljice.
Ciljno občinstvo maskote so predvsem otroci. Njim poskušajo organizatorji maskoto predstaviti preko različnih risank, ki sovpadajo s prvenstvom.
| Prvenstvo            | Maskota(e)             | Opis |
| Anglija 1966         | World Cup Willie       | Lev, značilni simbol Združenega kraljestva, oblečen v britansko zastavo z besedami "WORLD CUP" (SVETOVNO PRVENSTVO). |
| Mehika 1970          | Juanito                | Deček oblečen v majico Mehike in s sombrerom na glavi (z besedami "MEXICO 70" ali MEHIKA 70). Dečkovo ime je "Juan", kar je pogosto špansko ime. |
| Zahodna Nemčija 1974 | Tip in Tap             | Dva dečka, ki nosita majici Nemčije, s črkama WM (Weltmeisterschaft, Svetovno prvenstvo) in številko 74. |
| Argentina 1978       | Gauchito               | Deček oblečen v majico Argentine. Njegov klobuk (z besedami ARGENTINA '78), ovratna ruta in bič so značilni za gavče. |
| Španija 1982         | Naranjito              | Pomaranča, tipično sadje v Španiji, ki nosi majico domačega moštva. Ime "Naranjito" pride iz naranja, v španščini pomaranča, in pomanjševalne končnice "-ito". |
| Mehika 1986          | Pique                  | Pikantni jalapeño, značilnost mehiške kuhinje, z brki in sombrerom. Njegovo ime pride iz "picante", kar v španščini pomeni pikantne paprike in omake. |
| Italija 1990         | Ciao                   | Enostavna figura nogometnega igralca z žogo namesto glave in v italijansko zastavo oblečenim trupom. Njeno ime je Ciao. |
| ZDA 1994             | Striker                | Pes, oblečen v rdečo, belo in modro nogometno opravo z besedami "USA 94" ("ZDA 94"). |
| Francija 1998        | Footix                 | Petelin, eden od narodnih simbolov Francije, z besedami "FRANCE 98" na prsih. Njegovo telo je pretežno modro, kot majica domače reprezentance in njegovo ime je zloženka besed "football" ("nogomet") in končnice "-ix", iz priljubljenega stripa Astérix. Ostala predlagana imena so bila "Raffy", "Houpi" in "Gallik".                                                            |
| Koreja/Japonska 2002 | Ato, Kaz in Nik        | Oranžna, vijolična in modra (v tem vrstnem redu) futuristična računalniško ustvarjena bitja. Skupaj so člani moštva v "Atmoballu" (izmišljenega športa, podobnega nogometu), Ato je trener, medtem ko sta Kaz in Nik igralca. Tri posamezna imena so bila izbrana iz seznama imen predlaganih s strani uporabnikov interneta in prodajaln McDonald'sa v obeh državah gostiteljicah. |
| Nemčija 2006         | Goleo VI Kolega: Pille | Lev oblečen v majico Nemčije s številko 06 in govoreča nogometna žoga po imenu Pille. Goleo je zloženka besed "gol" in "leo" (latinska beseda za leva). V Nemčiji je "Pille" pogovorni izraz za nogometno žogo. |
| Južna Afrika 2010    | Zakumi                 | Zakumi je leopard z zelenimi lasmi, oblečen v majico z napisom "South Africa 2010" (Južna Afrika 2010). Zakumijeve zelene in zlate barve predstavljajo barve južnoafriških športnih reprezentanc. Njegovo ime pride iz "ZA", kratice za Južno Afriko, in besede "kumi", ki v različnih afriških jezikih pomeni število deset.                                                       |
| Brazilija 2014       |                        | |